# ほっ!とブレイク
『ほっ!とブレイク』は、鹿児島放送で放送されている生活情報番組である。放送時間は毎週金曜 11:15 - 11:25（JST） 、毎月最終週は金曜 11:10 - 11:25。

## 出演者
- 斎藤晶子
- 児玉瑞季

### 過去の出演者
- 山城優子 - NHK鹿児島放送局との契約が終了した後に出演していたが[1]、2015年4月から同局に復帰した為降板。
- 他にKKBのアナウンサーなどが担当する事が多かった。